# نخلان (دهستان)
 نخلان  دهستانی است در دره (وادی نخلان)، در شمال غربی تعز بمسافت ۳۳ کیلومتر، در عزلهٔ (السیابین)، از توابع استان تَعِز در کشور یمن در شبه جزیره عربستان. 

## جمعیت
جمعیت آن ( ۶۳۴۷ ) نفر (۲۱ خانوار) می‌باشد.

## منبع
- المقحفی، ابراهیم، احمد ، (مُعجَم المُدُن وَالقَبائِل الیَمَنِیَة) ، منشورات دار الحکمة، صنعاء، چاپ پنجم، وانتشار سال ۱۹۸۵ میلادی به (عربی).